# Jim Scheuer
Jim Scheuer (* 1957 in Mishicot/Wisconsin) ist ein US-amerikanischer Musikpädagoge und Komponist.
Scheuer studierte am Lawrence Conservatory of Music in Appleton, Wisconsin. Zu seinen Lehrern zählten Glenn Nelson, Bandleader in seiner Heimatstadt, sowie Herb Hardt, Fred Schroeder und Robert Levy am Lawrence Conservatory. Seit dem sechzehnten Lebensjahr wirkte er als Sänger, Keyboarder, Arrangeur und MIDI-Programmierer in verschiedenen Rock- und Tanzbands mit.
Seit 1980 unterrichtet Scheuer Bandmusik im Schul-District Owen-Withee, seit 1982 arbeitet er außerdem auch für die Wisconsin School Music Association und ist Mitglied der Wisconsin State Honors Band und des Honors Orchestra. 1992 wurde er als Lehrer des Jahres an der Owen-Withee Junior und Senior High School ausgezeichnet. Er komponierte Werke für Bläserensemble (u. a. I Want to Be Ready, Shadoe Play, Two Native American Songs) und Perkussionisten (West African Drum Ensemble).

## Quelle
- Alliance Publications - S - Scheuer, Jim

| Personendaten    | Personendaten                                 |
| ---------------- | --------------------------------------------- |
| NAME             | Scheuer, Jim                                  |
| KURZBESCHREIBUNG | US-amerikanischer Musikpädagoge und Komponist |
| GEBURTSDATUM     | 1957                                          |
| GEBURTSORT       | Mishicot                                      |